# Bay Ridge-95th Street
Bay Ridge-95th Street, in origine 95th Street-Fort Hamilton, è una fermata della metropolitana di New York, capolinea sud della linea BMT Fourth Avenue. Nel 2019 è stata utilizzata da 1 743 441 passeggeri. È servita dalla linea R, attiva 24 ore su 24.

## Storia
La stazione fu aperta il 31 ottobre 1925.

## Strutture e impianti
La stazione è sotterranea, ha una banchina a isola e due binari. È posta al di sotto di Fourth Avenue e possiede due mezzanini separati, quello sud ha tre ingressi all'incrocio con 95th Street, quello nord due all'incrocio con 93rd Street.

## Interscambi
La stazione è servita da alcune autolinee gestite da NYCT Bus.
- Fermata autobus